# Проба Петрова
Про́ба Петро́ва — диагностический приём, используемый для решения вопроса о нагноении в плевральной полости при гемотораксе. Положительная проба Петрова свидетельствует об инфицированном гемотораксе, а отрицательная — о том, что нагноения в плевральной полости нет.

## Методика проведения
Часть крови, полученной при плевральной пункции или дренировании плевральной полости у больного с гемотораксом, наливают в пробирку и разводят в 4—5 раз дистиллированной водой и взбалтывают 3 минуты. Если в пробирке происходит помутнение (облачка, хлопья), то имеет место инфицированный гемоторакс — нагноение (положительная проба Петрова). Если образуется прозрачная равномерно окрашенная гемолизированная жидкость («лаковая кровь»), то инфицирование отсутствует (отрицательная проба Петрова).

## Клиническое значение
Положительная проба Петрова у больного с гемотораксом говорит о развитии нагноения в плевральной полости, а следовательно, необходимости лечения данного больного как больного эмпиемой плевры: комплексная антибактериальная терапия, дренирование плевральной полости из нескольких точек, санация плевральной полости растворами антисептиков, внутриплевральное введение протеолитических ферментов. Частота возникновения эмпиемы плевры при проникающих ранениях груди в мирное время составляет до 10—15 %, а при закрытой травме грудной клетки — до 5 %.